# Trať Cerdagne
Trať Cerdagne (francouzsky ligne de Cerdagne) též přezdívaná pro barvu svých vozů Žlutý vlak (Train Jaune), oficiální název trať Villefranche – Vernet-les-Bains — Latour-de-Carol, je úzkorozchodná železniční dráha ve Francii v departementu Pyrénées-Orientales v historickém území Cerdagne. Spojuje města Villefranche-de-Conflent a Latour-de-Carol v údolí řeky Têt. Provozovatelem trati je RFF, vlaky provozuje SNCF prostřednictvím TER Languedoc-Roussillon. Vlaky ročně přepraví kolem 200 000 pasažérů, většinou turistů. Od roku 2002 je železniční trať Cerdagne na seznamu lokalit a památek, aspirujících na zápis do seznamu světového dědictví UNESCO.

## Historie
Impuls ke stavbě trati dali v roce 1898 inženýr Jules Lax, ředitel kontroly železniční společnosti Compagnie des chemins de fer du Midi a generální radní Emmanuel Brousse.
Povolení ke stavbě bylo vydáno 4. března 1903 a provozovatelem se stala společnost Compagnie des chemins de fer du Midi. Otevření úseku Villefranche–Vernet-les-Bains — Mont-Louis bylo plánováno na podzim 1909, ale zpozdilo se vinou nehody 31. října 1909, kdy se vlak zřítil z visutého mostu. Při nehodě zemřelo šest osob včetně Alberta Gisclarda, který most navrhl. Trať byla proto otevřena až 2. července 1910. Otevření úseku z Mont-Louis do Bourg-Madame následovalo 28. června 1911. Dne 7. srpna 1927 byla trať prodloužena o sedm kilometrů do Latour-de-Carol–Enveitg.
Do roku 1935 provozovala trať společnost Compagnie des chemins de fer du Midi. Poté došlo ke sloučení se společností Paris-Orléans a vzniku PO-Midi. Od 1. ledna 1938 je provozovatelem státní společnost SNCF.
V polovině 70. let došlo k ukončení nákladní dopravy.

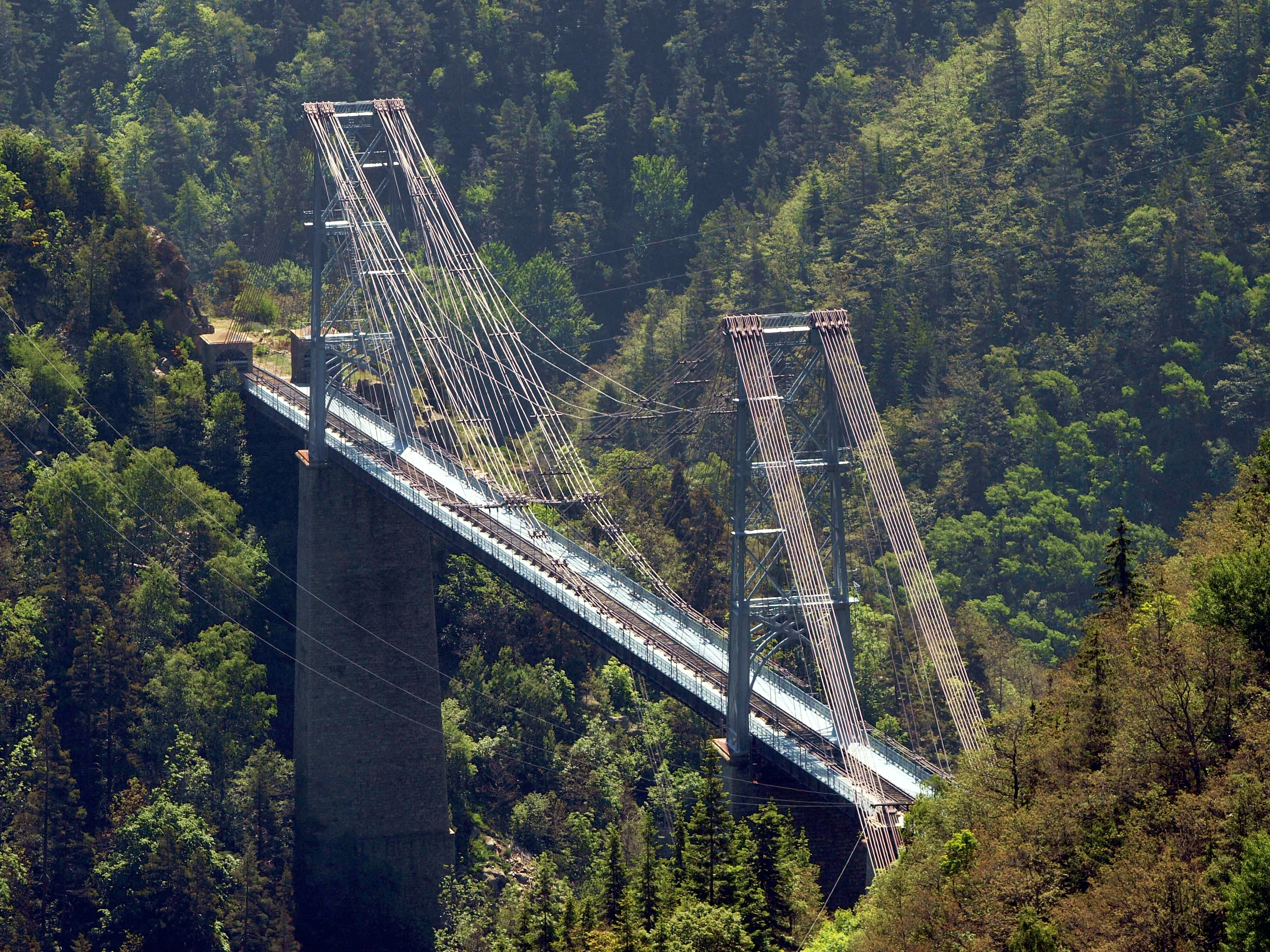
Visutý Pont Cassagne

## Trať
Úzkorozchodná trať začíná ve městě Villefranche-de-Conflent, kde navazuje na běžnou trať z Perpignanu. Ve Villefranche se také nacházejí opravny a depo. Trať dlouhá 62,5 km překonává velký výškový rozdíl a má 19 tunelů, z nichž nejdelší je Tunnel du Pla de Llaura na 59,639 km s délkou 380 m. Na trati je rovněž množství mostů. Na kilometru 18,002 se klene zděný Pont Séjourné o délce 236,70 m a na 24,422 km se nachází visutý Pont Cassagne o délce 253 m. Oba mosty jsou chráněny jako historické památky. Trať začíná v nadmořské výšce 427 m a stoupá až do 1592 m v Bolquère – Eyne, které je nejvýše položeným nádražím ve Francii. Poté klesá do výše 1143 v Bourg-Madame a konečná stanice v Latour-de-Carol se nachází ve výšce 1230 m. Na tomto nádraží se nacházejí koleje se třemi různými rozchody. Úzkorozchodná trať Cerdagne (1000 mm), běžná rozchodná trať do Toulouse (1435 mm) a širokorozchodná trať RENFE do Španělska (1668 mm). Jen několik zastávek na trati má klasickou nádražní budovu, zde také dochází ke křížení vlaků na jednokolejné trati. Ve většině stanic se zastavuje na znamení. Doba jízdy je téměř tři hodiny.
Hnací vozidla jsou napájena třetí kolejnicí s vrchním kontaktem; napětí je 850 Vss. Proud je získáván z vodních elektráren na řece Têt, v jejímž údolí trať vede.

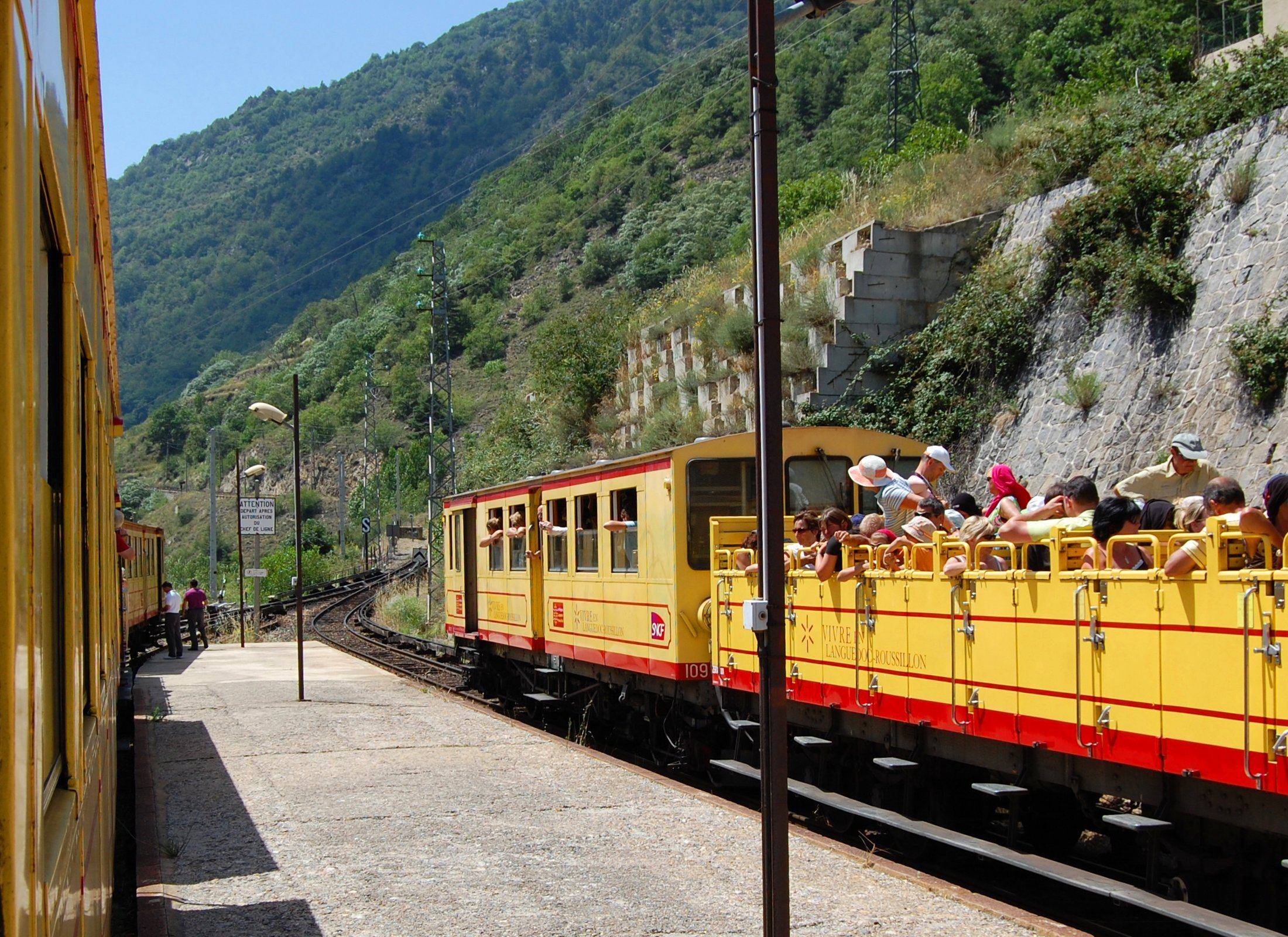
Vlak s vyhlídkovým vozem

## Vozový park
V roce 1910 začaly na trati jezdit vozy firmy Sprague, která dodávala soupravy i do pařížského metra. Jednalo se o 10 osobních elektrických vozů, 10 nákladních elektrických vozů, 14 osobních přípojných vozů a větší množství nákladních přípojných vozů, které během doby prošly změnami. Po prodloužení trati bylo množství přípojných vozů přestavěno na elektrické vozy. V roce 1937 přibylo šest otevřených přípojných vozů. Přípojné vozy se ve vlaku řadí střídavě s hnacími. V 50. letech 20. století došlo k hromadné výměně vozů a dodnes je v provozu 14 osobních elektrických vozů a dva nákladní sloužící jako pracovní vozy. V 80. letech pak byly vozy nově upraveny pro bezpečný provoz.
Protože tato přestavba nepředstavovala dlouhodobé řešení, byly nakoupeny dvě třídílné elektrické jednotky švýcarské firmy Stadler, které jsou v provozu od roku 2004. Jednotky mají klimatizaci, toalety a jednodílná panoramatická okna, ovšem nejsou kompatibilní se starými vozy.